# Katherine Langford
Katherine Anne Langford (Perth, Australia; 29 de abril de 1996) es una actriz australiana. Después de aparecer en varias películas independientes, tuvo su gran avance interpretando a Hannah Baker en la serie de televisión de Netflix 13 Reasons Why (2017-2018), que le valió una nominación al Globo de Oro. Luego apareció en las películas Love, Simon (2018) y Knives Out (2019), y encabezó la comedia negra Spontaneous (2020) y la serie de Netflix Cursed (2020).

## Primeros años
Katherine Anne Langford nació en Perth, Australia Occidental el 29 de abril de 1996 y se crio en Applecross, un suburbio ribereño de Perth. Es la hija mayor de Elizabeth Langford (nacida Green), pediatra, y Stephen Langford, médico y director de servicios médicos en el Royal Flying Doctor Service Western Operations. Tiene una hermana menor, Josephine Langford, que también es actriz. Comenzó a tomar clases de canto en 2005 y recibió su formación vocal clásica, jazz y contemporánea. Le ofrecieron un lugar en Perth Modern School para su último año de secundaria, donde estudió música y drama y fue capitana en deportes y nadadora de rango nacional.
Inicialmente, en la escuela secundaria estaba interesada en la medicina y la política, además del teatro musical. Sin embargo, en 2012, cuando tenía 16 años, asistió al concierto de Lady Gaga, The Born This Way Ball, lo que la inspiró a aprender a tocar el piano. Compartió un vídeo de sí misma cantando tres canciones que compuso: «I've Got a Crush on Zoe Bosch», «Young and Stupid» y «3 Words». «Young and Stupid" es una canción antisuicida. Langford la escribió en 2013 después de que tres adolescentes de Perth se suicidasen. Durante su último año en Perth Modern, dejó de nadar para centrarse en la música y la actuación. Tuvo éxito en una serie de eisteddfods musicales y concursos de teatro. Langford apareció en la producción de la escuela del Hotel Sorrento en 2013 y se graduó ese mismo año.
Después de graduarse, estaba decidida a convertirse en actriz, pero todas las escuelas de actuación a las que se postuló la rechazaron por ser demasiado joven y no tener suficiente experiencia. Por eso, se matriculó en clases de actuación y talleres en Perth, haciendo malabarismos con tres trabajos a tiempo parcial y descubriendo que podía ser su propia agente. De 2014 a 2015, estudió en la Academia Principal de Danza y Artes Teatrales, especializándose en teatro musical, y apareció en una producción de Godspell. Fue una de las cinco seleccionadas para participar en la Residencia de Actores Avanzados del Instituto Nacional de Arte Dramático en 2015. Ese mismo año, se formó en la academia de actuación de Nicholson y retrató el papel de la amante de Juan Perón en la producción de Evita. Recibió la oferta de un puesto en el programa Bachelor of Arts en Actuación en la Academia de Australia Occidental de Artes Escénicas y se propuso comenzar a estudiar en 2016. Sin embargo, nunca se inscribió; en su lugar, desempeñó papeles profesionales.

## Carrera

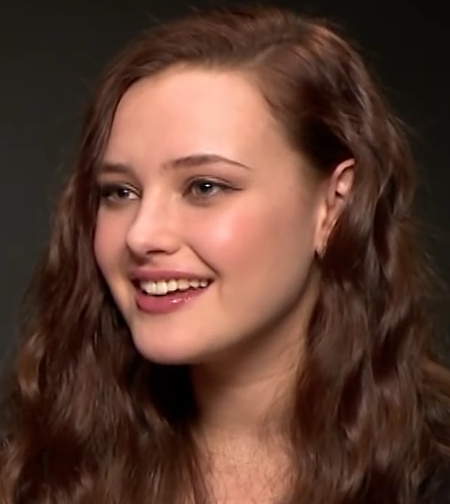
Langford en 2018.

Langford apareció por primera vez en varias pequeñas películas independientes, incluidas Story of Miss Oxygen (2015), Imperfect Quadrant (2016) y Daughter (2016). Interpretó al personaje principal en Daughter, que se estrenó en el Festival Internacional de Cine de Cannes de 2016. En 2016, después de rechazar la oferta de la Academia de Artes Escénicas de Australia Occidental, Langford audicionó para Will, una serie de televisión centrada en los primeros años de vida de William Shakespeare. Ella no consiguió el papel.
Luego, Langford fue elegida como Hannah Baker en la serie de televisión dramática adolescente de misterio 13 Reasons Why, interpretando a Baker durante las dos primeras temporadas de la serie. Cuando consiguió el puesto, tenía sólo 10 días para obtener una visa O-1 ya que no había trabajado antes en los Estados Unidos. Ella investigó el papel hablando con un representante de la campaña de concientización sobre agresión sexual «It's On Us» y un psiquiatra que se especializa en el desarrollo de adolescentes. Varios críticos elogiaron su interpretación de Baker; The Hollywood Reporter escribió: «La desgarradora franqueza de Langford te hace alentar un destino que sabes que no es posible. La actuación de la actriz está llena de rango dinámico, comparándola con la tarea a menudo más complicada de Minnette de diferenciar entre estados de ánimo que en su mayoría van de incómodo a Desde la tristeza hasta la desesperación con los ojos rojos y falta de higiene». Obtuvo varios premios y nominaciones por el papel, incluida una nominación al Globo de Oro a la mejor actriz de serie de televisión dramática. El 25 de mayo de 2018, Langford confirmó que no regresaría como Hannah Baker en la tercera temporada de la serie.
En diciembre de 2016 firmó con la agencia William Morris Endeavor. Luego apareció en su primer largometraje, The Misguided, una comedia dramática independiente de Shannon Alexander, que se estrenó en enero de 2018. También interpretó a Leah en la película Love, Simon del 2018. En octubre de 2018, fue elegida para Avengers: Endgame. Sin embargo, sus escenas fueron eliminadas de la película final cuando el público en las proyecciones de prueba encontró su escena confusa.
En 2019, Langford coprotagonizó Knives Out, una película de misterio y asesinato. El elenco recibió elogios de la crítica y ella formó parte de varios premios y nominaciones por el papel, que incluyeron una nominación al Premio de la Crítica Cinematográfica al mejor reparto.
En 2020, protagonizó la película Spontaneous, una comedia oscura con buenas críticas por la que recibió una nominación a los Critics' Choice Super Awards a la mejor actriz en una película de ciencia ficción/fantasía. El 12 de septiembre de 2018, se anunció que Langford había sido elegida para la serie de televisión web Cursed. Ambientada en un mundo artúrico reinventado, Langford interpreta a Nimue, una adolescente destinada a convertirse en la Dama del Lago. Se estrenó en Netflix en julio de 2020.

## Filmografía
| Año  | Título               | Rol                 | Notas              |
| ---- | -------------------- | ------------------- | ------------------ |
| 2015 | Story of Miss Oxygen | Cazadora de muñecas | Cortometraje       |
| 2015 | Daughter             | Scarlett            | Cortometraje       |
| 2016 | Imperfect Quadrant   | Ruby                | Cortometraje       |
| 2017 | The Misguided        | Vesna               |                    |
| 2018 | Love, Simon          | Leah Burke          |                    |
| 2019 | Avengers: Endgame    | Morgan Stark        | Escenas eliminadas |
| 2019 | Knives Out           | Meg Thrombrey       |                    |
| 2020 | Spontaneous          | Mara Carlyle        |                    |

| Año       | Título             | Rol           | Notas                                                    |
| --------- | ------------------ | ------------- | -------------------------------------------------------- |
| 2017—2020 | 13 Reasons Why     | Hannah Baker  | Elenco principal (temp. 1-2) Invitada especial (temp. 4) |
| 2018      | Robot Chicken      | Steffy (voz)  | Episodio: «No Wait, He Has a Cane»                       |
| 2019      | RuPaul's Drag Race | Ella misma    | Episodio: «Dragracadabra»                                |
| 2020      | Cursed             | Nimue         | Protagonista, serie de TV Netflix                        |
| 2022      | Savage River       | Miki Anderson | Elenco principal, serie de TV ABC                        |